# Freescale Semiconductor
Freescale Semiconductor – przedsiębiorstwo z branży półprzewodnikowej, które powstało poprzez wydzielenie w 2004 r. działu półprzewodników z firmy Motorola. Freescale skupiało się na rynku produktów związanych z telekomunikacją i systemami wbudowanymi.
Motorola ogłosiła wydzielenie Freescale Semiconductor 6 grudnia 2003 roku. Firma ta była dostawcą procesorów PowerPC dla Apple do czasu jego przejścia na procesory firmy Intel w 2006 roku.
W 2015 roku firma została kupiona przez NXP Semiconductors.